# Баранов, Асаф Иванович
Асаф (Иоасаф) Иванович Баранов (рус. дореф. Іоасафъ Ивановичъ Барановъ; 1834, Александров, Владимирская губерния — 1905/1906, Москва) — русский купец 1-й гильдии, инженер-технолог, мануфактур-советник, меценат, потомственный почётный гражданин.

## Биография

### Ранние годы
Асаф Баранов родился в 1834 году в семье купца 1-й гильдии Ивана Фёдоровича Баранова. Имя Асаф он получил в честь своего деда по материнской линии — Асафа Алексеевича Зимина, гаврилово-посадского купца-фабриканта. Образование получил в Московской Практической академии коммерческих наук. В молодости посетил ряд европейских стран, где ознакомился с передовыми технологиями мануфактурного производства.
Трудовая деятельность Асафа Баранова началась с 17 лет и первые шесть лет проходила в Александрове. В 1863 году ему и его старшему брату Александру по наследству отошла Троицко-Александровская мануфактура в селе Карабаново; в том же году они основали торговый дом «Александр и Асаф Ивановичи Барановы», контора которого располагалась в Москве. В 1874 году было учреждено «Товарищество на паях мануфактур Барановых», директором-распорядителем которого был избран Александр Иванович, а Асаф Иванович вошёл в состав директоров его правления.

### Товарищество Соколовской мануфактуры
В 1874 году на свои личные средства Асаф Баранов строит недалеко от деревни Струнино на берегу слияния речек Чёрная и Горелый Крест рядом с железной дорогой Москва—Ярославль текстильную фабрику, работа на которой началась в мае 1875 года.

### Благотворительность
Асаф Иванович проявил себя как благотворитель и меценат. Он был действительным членом губернского статистического комитета, гласным от Александровского уезда. Непосредственно в Александрове он входил в состав уездного земского собрания и городской думы, был городским головой. В 1892 году его стараниями в Струнино была построена школа на 120 мест, в которой в две смены обучались до 250 детей. Асаф Иванович был сторонником всеобщего образования (в 1901 году по его инициативе состоялся уездный съезд земских учителей); всего же в Александровском уезде под его началом было возведено более 10 школ, при которых открывались также ремесленные курсы. В 1895 году в посёлке появилась больница. Также при фабрике работали аптека и богадельня для инвалидов. В 1903 году в посёлке было построено здание театра, где выступали самодеятельные коллективы. Вплоть до конца XIX века железнодорожная платформа, появившаяся близ станции Александров, неподалёку от фабричных корпусов Соколовской мануфактуры, называлась «Бараново» (современное название «Струнино»).

### Последние годы
Умер Асаф Иванович 25 декабря 1905 году (по старому стилю) в Москве и был похоронен в некрополе Новодевичьего монастыря рядом с могилой Антона Павловича Чехова.

## Семья
Жена — Мария Александровна (род. 1861)
Дети:
- Александр Асафович Баранов (1883—1914), химик, работал по своей специальности на фабрике Коншина в Серпухове. По неизвестным причинам покончил жизнь самоубийством.
- Елизавета Асафовна Баранова (1884—1976), ветеринар, окончила Высшие курсы животноводства в Мюнхене. В первом браке замужем за Борисом Михайловичем Саблиным, сыном М. А. Саблина. В 1930-е годы Елизавета Асафовна уехала на Дальний Восток и работала директором оленеводческого хозяйства на острове Аскольд.
  - Ее дочери: Татьяна Борисовна Саблина (1911—1992), биолог, доктор биологических наук. Ирина Борисовна Саблина (1913—1981), географ, окончила МГУ. Ее муж (1-й брак) — орнитолог Владимир Сергеевич Стаханов.
- Любовь Асафовна в замуж. Банникова (1886—1979)[7]. Занималась в балетной школе, но после травмы оставила сцену. Училась у Н.Ламановой, заведовала костюмерной мастерской Театра им. Вахтангова. Муж — купец первой гильдии Григорий Хрисанфович Банников (1879—1947).
  - Дочь и сын: Алла Григорьевна, в замуж. Трунаева (род. 1908) и Андрей Григорьевич Банников.
- Николай Асафович Баранов (род.1888). Был репрессирован[8]. Реабилитирован в 1995 году.[9]
- Асаф Асафович Баранов (1889—1920), юрист в Московском купеческом банке. Его жена (с 1912) — Августа Дмитриевна Кабанова (1891—1975), дочь купца первой гильдии Дмитрия Ивановича Кабанова, потомственного почетного гражданина, благотворителя, члена Мясницкого попечительства о бедных[10]. Августа Дмитриева Кабанова была поклонницей Игоря Северянина, который посвятил ей несколько стихотворений[11]. После смерти мужа, в 1921 году, вместе с сыном Асафом и матерью эмигрировала.
- Вера Асафовна Баранова, в замуж. Линделеф. Муж — сотрудник шведского консульства Эрик Линделёф.[9]
- Мария Асафовна Баранова (1895—1986), в замуж. Сандберг. Муж — сотрудник шведского консульства Густав Сандберг.[9]

## Генеалогическое древо рода Барановых
|                                     |                                     |                                            |                                            |                                            |                                            |                                            |                                            |                                                             |                                                             | Фёдор Николаевич (2-я пол. XVIII в. — ?)                    |                                                             |                                                             |                                                             |                                             |                                             |                                  |                                  |                                  |                                  |                                  |                                  |                                 |                                 |                             |                             |                             |                             |                             |                             |
|                                     |                                     |                                            |                                            |                                            |                                            |                                            |                                            |                                                             |                                                             |                                                             |                                                             |                                                             |                                                             |                                             |                                             |                                  |                                  |                                  |                                  |                                  |                                  |                                 |                                 |                             |                             |                             |                             |                             |                             |
|                                     |                                     |                                            |                                            |                                            |                                            |                                            |                                            |                                                             |                                                             |                                                             |                                                             |                                                             |                                                             |                                             |                                             |                                  |                                  |                                  |                                  |                                  |                                  |                                 |                                 |                             |                             |                             |                             |                             |                             |
|                                     |                                     | Иван Фёдорович (рубеж XIX в. — 08.08.1848) | Иван Фёдорович (рубеж XIX в. — 08.08.1848) | Иван Фёдорович (рубеж XIX в. — 08.08.1848) | Иван Фёдорович (рубеж XIX в. — 08.08.1848) | Иван Фёдорович (рубеж XIX в. — 08.08.1848) | Иван Фёдорович (рубеж XIX в. — 08.08.1848) |                                                             |                                                             | Михаил Иванович (Зубов) (1796 — 20.09.1827)                 | Михаил Иванович (Зубов) (1796 — 20.09.1827)                 | Михаил Иванович (Зубов) (1796 — 20.09.1827)                 | Михаил Иванович (Зубов) (1796 — 20.09.1827)                 | Михаил Иванович (Зубов) (1796 — 20.09.1827) | Михаил Иванович (Зубов) (1796 — 20.09.1827) |                                  |                                  | Авдотья Фёдоровна (1802 — 1855)  | Авдотья Фёдоровна (1802 — 1855)  | Авдотья Фёдоровна (1802 — 1855)  | Авдотья Фёдоровна (1802 — 1855)  | Авдотья Фёдоровна (1802 — 1855) | Авдотья Фёдоровна (1802 — 1855) |                             |                             |                             |                             |                             |                             |
|                                     |                                     | Иван Фёдорович (рубеж XIX в. — 08.08.1848) | Иван Фёдорович (рубеж XIX в. — 08.08.1848) | Иван Фёдорович (рубеж XIX в. — 08.08.1848) | Иван Фёдорович (рубеж XIX в. — 08.08.1848) | Иван Фёдорович (рубеж XIX в. — 08.08.1848) | Иван Фёдорович (рубеж XIX в. — 08.08.1848) |                                                             |                                                             | Михаил Иванович (Зубов) (1796 — 20.09.1827)                 | Михаил Иванович (Зубов) (1796 — 20.09.1827)                 | Михаил Иванович (Зубов) (1796 — 20.09.1827)                 | Михаил Иванович (Зубов) (1796 — 20.09.1827)                 | Михаил Иванович (Зубов) (1796 — 20.09.1827) | Михаил Иванович (Зубов) (1796 — 20.09.1827) |                                  |                                  | Авдотья Фёдоровна (1802 — 1855)  | Авдотья Фёдоровна (1802 — 1855)  | Авдотья Фёдоровна (1802 — 1855)  | Авдотья Фёдоровна (1802 — 1855)  | Авдотья Фёдоровна (1802 — 1855) | Авдотья Фёдоровна (1802 — 1855) |                             |                             |                             |                             |                             |                             |
|                                     |                                     |                                            |                                            |                                            |                                            |                                            |                                            |                                                             |                                                             |                                                             |                                                             |                                                             |                                                             |                                             |                                             |                                  |                                  |                                  |                                  |                                  |                                  |                                 |                                 |                             |                             |                             |                             |                             |                             |
|                                     |                                     |                                            |                                            |                                            |                                            |                                            |                                            |                                                             |                                                             |                                                             |                                                             |                                                             |                                                             |                                             |                                             |                                  |                                  |                                  |                                  |                                  |                                  |                                 |                                 |                             |                             |                             |                             |                             |                             |
| Николай Иванович (рубеж 1830-х — ?) | Николай Иванович (рубеж 1830-х — ?) | Николай Иванович (рубеж 1830-х — ?)        | Николай Иванович (рубеж 1830-х — ?)        | Николай Иванович (рубеж 1830-х — ?)        | Николай Иванович (рубеж 1830-х — ?)        |                                            |                                            | Елизавета Александровна (Третьякова) (2-я четв. XIX в. — ?) | Елизавета Александровна (Третьякова) (2-я четв. XIX в. — ?) | Елизавета Александровна (Третьякова) (2-я четв. XIX в. — ?) | Елизавета Александровна (Третьякова) (2-я четв. XIX в. — ?) | Елизавета Александровна (Третьякова) (2-я четв. XIX в. — ?) | Елизавета Александровна (Третьякова) (2-я четв. XIX в. — ?) |                                             |                                             | Александр Иванович (1833 — 1878) | Александр Иванович (1833 — 1878) | Александр Иванович (1833 — 1878) | Александр Иванович (1833 — 1878) | Александр Иванович (1833 — 1878) | Александр Иванович (1833 — 1878) |                                 |                                 | Асаф Иванович (1834 — 1905) | Асаф Иванович (1834 — 1905) | Асаф Иванович (1834 — 1905) | Асаф Иванович (1834 — 1905) | Асаф Иванович (1834 — 1905) | Асаф Иванович (1834 — 1905) |
| Николай Иванович (рубеж 1830-х — ?) | Николай Иванович (рубеж 1830-х — ?) | Николай Иванович (рубеж 1830-х — ?)        | Николай Иванович (рубеж 1830-х — ?)        | Николай Иванович (рубеж 1830-х — ?)        | Николай Иванович (рубеж 1830-х — ?)        |                                            |                                            | Елизавета Александровна (Третьякова) (2-я четв. XIX в. — ?) | Елизавета Александровна (Третьякова) (2-я четв. XIX в. — ?) | Елизавета Александровна (Третьякова) (2-я четв. XIX в. — ?) | Елизавета Александровна (Третьякова) (2-я четв. XIX в. — ?) | Елизавета Александровна (Третьякова) (2-я четв. XIX в. — ?) | Елизавета Александровна (Третьякова) (2-я четв. XIX в. — ?) |                                             |                                             | Александр Иванович (1833 — 1878) | Александр Иванович (1833 — 1878) | Александр Иванович (1833 — 1878) | Александр Иванович (1833 — 1878) | Александр Иванович (1833 — 1878) | Александр Иванович (1833 — 1878) |                                 |                                 | Асаф Иванович (1834 — 1905) | Асаф Иванович (1834 — 1905) | Асаф Иванович (1834 — 1905) | Асаф Иванович (1834 — 1905) | Асаф Иванович (1834 — 1905) | Асаф Иванович (1834 — 1905) |
|                                     |                                     |                                            |                                            |                                            |                                            |                                            |                                            |                                                             |                                                             |                                                             |                                                             |                                                             |                                                             |                                             |                                             |                                  |                                  |                                  |                                  |                                  |                                  |                                 |                                 |                             |                             |                             |                             |                             |                             |
| Сергей Николаевич (? — ?)           |                                     |                                            |                                            |                                            |                                            |                                            |                                            |                                                             |                                                             |                                                             |                                                             |                                                             |                                                             |                                             |                                             |                                  |                                  |                                  |                                  |                                  |                                  |                                 |                                 |                             |                             |                             |                             |                             |                             |